# Michael Thomas (football américain, 1990)
Pour les articles homonymes, voir Michael Thomas.
(en) Statistiques sur pro-football-reference
Michael Thomas, né le 17 mars 1990 à Houston, au Texas, est un joueur professionnel américain de football américain, occupant le poste de free safety pour les Texans de Houston de la National Football League (NFL). Il a joué au football américain universitaire pour le Cardinal de l'université Stanford. Il est signé par les 49ers de San Francisco en tant qu'agent libre non sélectionné à la draft 2012 de la NFL. Avant de jouer pour les Giants, il joue également pour les Dolphins de Miami.

## Jeunesse
Thomas naît à Houston, au Texas le 17 mars 1990. Il est le seul garçon d'une famille qui compte trois sœurs aînées. Ses parents obtiennent tous deux des diplômes de droit à la Southern University à Baton Rouge, en Louisiane, puis ouvrent ensemble un cabinet d'avocats, Thomas & Thomas, dans le Mississippi. La famille déménage à Houston lorsque Thomas entre en troisième année primaire, après que la candidature de sa mère à un poste de juge local a fait du tort aux affaires au point que le cabinet familial ferme ses portes.
À Houston, Thomas fréquente la Nimitz High School où il joue au football américain au poste de quarterback. Durant ses quatre années à la Nimitz, il affronte régulièrement Andrew Luck, qui est le quarterback de la Stratford High School, qui joue dans la même ligue que lui, la District 19 5A League.
En 2008, Thomas est nommé dans l'équipe All-Midlands Region par PrepStar (en). À la fin de sa scolarité, il est classé comme le sportif no 67 du pays et la recrue no 92 du Texas par Rivals.com. Il est courtisé par plusieurs université dont Boise State, le Missouri, Iowa State et Northwestern (il visite ces deux dernières), mais il s'engage avec le Cardinal de Stanford le 12 juillet 2007,.

## Carrière universitaire
Thomas est recruté par l'université Stanford, où il rejoint son ancien rival de division, Andrew Luck. D'abord destiné à l'offensive, il peut jouer aux postes de quarterback, wide receiver ou running back, Thomas passe du côté défensif à son arrivée chez le Cardinal, en jouant comme free safety.

### Saison 2008
Lors de la saison 2008, l'année freshmen de Thomas, il participe aux douze matchs matchs de l'équipe, en défense secondaire ou en équipes spéciales. Il fait ses débuts le 28 août, lors du match d'ouverture de la saison de Stanford, une victoire 36-28 contre les Beavers de l'université d'État de l'Oregon. Lors du match il réalise huit tackles combinés, dont sept en solo, son meilleur score de la saison. Le 20 septembre, contre les Spartans de l'université d'État de San José, il effectue son premier sack en carrière, en tacklant le quarterback de San José, Kyle Reed. Thomas effectue sa première interception le 1er novembre, pendant la victoire 58-0, contre les Cougars de l'université d'État de Washington.
Il termine la saison 2008 avec un total de 39 tackles, dont 23 en solo, un sack, une interceptions et trois passes défendues.

### Saison 2009
Pour son année sophomore, la saison 2009, Thomas joue les treize matchs du Cardinal. Le 31 décembre 2009, Stanford participe au Sun Bowl, qu'ils perdent 31-27 contre les Sooners de l'université de l'Oklahoma, il accumule cinq tackles, dont deux en solo, ce qui représente son meilleur score de la saison,. Il termine l'année avec 23 tackles, dont 16 en solo et cinq passes défendues.

### Saison 2010
Comme lors de la saison précédente, Thomas participe aux treize matchs de la saison 2010 de Stanford. Lors du deuxième match de son année junior, une victoire 35-0 contre les Bruins de l'université de Californie à Los Angeles, il accumule cinq tackles, dont trois en solo et il force deux fumbles, en récupère un et le retourne sur 21 yards pour marquer le premier touchdown de sa carrière. Pour ses performances lors de ce match, Thomas est nommé Pac-10 Defensive Player of the Week. Le 13 novembre, dans un match contre les Sun Devils de l'université d'État de l'Arizona, que le Cardinal remporte sur le score de 17-13, il réalise la meilleure performance de sa carrière universitaire avec neuf tackles, dont huit en solo. En fin de saison, Stanford remporte l'Orange Bowl, contre les Hokies de l'institut polytechnique et université d'État de Virginie sur le score de 40-12. Lors du match, Thomas accumule quatre tackles et une passe défendue. Il termine l'année avec 61 tackles, dont 43 en solo, une interception, quatre passes défendues et un touchdown. Sa saison se termine sur une mention honorable dans l'équipe All-Pac-10.

### Saison 2011
La saison 2011, son année senior, est la dernière de Thomas à Stanford et il joue les 13 matchs du Cardinal. Le 15 octobre, lors d'une victoire 44-14 contre les Cougars de Washington State, Thomas effectue un sack sur le quarterback des Cougars, Jeff Tuel (en), et lui fait perdre cinq yards. Deux jeux plus tard, il récupère un fumble forcé par son coéquipier, Johnson Bademosi (en), et le retourne sur 33 yards. La semaine suivante, contre les Huskies de l'université de Washington, il accumule 7 tackles et intercepte une passe de Keith Price, le quarterback des Huskies, et la retourne sur 61 yards pour marquer le second touchdown de sa carrière. Lors du dernier match de la saison régulière, une victoire 28-14 contre le Fighting Irish de l'université Notre-Dame-du-Lac, il réalise 8 tackles, son meilleur score de la saison, et intercepte une passe de Andrew Hendrix et la retourne sur 42 yards.
Stanford est invité au Fiesta Bowl, qu'elle perd 41-38 contre les Cowboys de l'université d'État de l'Oklahoma. Lors du match Thomas réalise cinq tackles, dont trois en solo, et dévie une passe.
Il termine la saison avec un total de 66 tackles, dont 41 en solo, un sack, trois interceptions, un touchdown, huit passes défendues et un fumble réucpéré.

### Statistiques NCAA
| Année  | Équipe               | Statut | MJ |       | Plaquages | Plaquages | Plaquages | Plaquages |       | Interceptions | Interceptions | Interceptions | Interceptions |  | Fumbles | Fumbles |
| Année  | Équipe               | Statut | MJ | Total | Seul      | Ast.      | Sacks     | Nb.       | Yards | Déf.          | TD            | Nb.           | Rec.          |  |         |         |
| 2008   | Cardinal de Stanford | Fr     | 12 | 39    | 23        | 16        | 1,0       | 1         | 0     | 0             | 0             | 0             | 0             |  |         |         |
| 2009   | Cardinal de Stanford | SO     | 13 | 23    | 16        | 7         | 0,5       | 0         | 0     | 0             | 0             | 0             | 0             |  |         |         |
| 2010   | Cardinal de Stanford | JR     | 13 | 61    | 43        | 18        | 0,0       | 1         | 0     | 3             | 0             | 3             | 1             |  |         |         |
| 2011   | Cardinal de Stanford | SR     | 13 | 66    | 41        | 25        | 1,0       | 3         | 131   | 5             | 1             | 0             | 1             |  |         |         |
| Totaux | Totaux               | Totaux | 51 | 189   | 123       | 66        | 2,5       | 5         | 131   | 8             | 1             | 33            | 2             |  |         |         |

## Carrière professionnelle

### 49ers de San Francisco
Thomas signe avec les 49ers de San Francisco en tant qu'agent libre non drafté le 4 mai 2012,. Il est libéré le 31 août et signé le lendemain avec l'équipe d'entraînement. Il passe toute la saison 2012 dans l'équipe d'entraînement.
Le 11 février 2013, Thomas signe un contrat de réserve/futur. Le 31 août 2013, Thomas est à nouveau licencié par les 49ers et intégré à l'équipe d'entraînement deux jours plus tard,.

### Dolphins de Miami
Le 10 décembre 2013, Thomas est signé par les Dolphins de Miami de l'équipe d'entraînement des 49ers. Il fait ses débuts professionnels la semaine suivante, où il enregistre une interception devant le quarterback des Patriots de la Nouvelle-Angleterre, Tom Brady, à deux secondes de la fin du match, pour sceller la victoire des Dolphins. Il a également dévié une passe de touchdown destinée à Danny Amendola avant de sceller la victoire par son interception. Après ce match, il est apparu dans deux autres pour le reste de la saison.
En 2014, Thomas joue huit matchs avec deux titularisations avant de souffrir d'une déchirure pectorale pendant la neuvième semaine. Il est placé en réserve pour blessure le 3 novembre 2014. Il termine sa deuxième saison avec dix-huit tackles.
Thomas devient titulaire pour les Dolphins en 2015, en commençant 13 matchs au poste de free safety. Le 20 décembre 2015, il réalise 14 plaquages contre les Chargers de San Diego. Il termine la saison avec 85 tackles et deux passes défendues.
Le 18 septembre 2016, Thomas enregistre son premier sack en carrière et également son premier fumble forcé les Patriots. Le 4 décembre, il réussit sa première récupération de fumble en carrière contre les Ravens de Baltimore. Le 24 décembre, Thomas réalise son meilleur score de la saison avec huit plaquages et son deuxième fumble forcé en carrière contre les Bills de Buffalo,. Le 29 décembre, Thomas est nommé lauréat du prix Good Guy 2016, décerné chaque année à un joueur pour son professionnalisme et sa courtoisie dans l'assistance aux médias. Thomas joue les 16 matchs avec huit titularisations, enregistrant 58 tackles, un sack, une passe défendue et deux fumbles forcés. Les Dolphins terminent avec un bilan de 10-6 et se qualifient pour les playoffs pour la première fois depuis 2008. Le 8 janvier 2017, Thomas, pour son premier match de play-offs en carrière, enregistre une interception contre les Steelers de Pittsburgh lors de la manche de wild card de l'AFC. Avec son coéquipier Xavien Howard, ils deviennent les premiers Dolphins à enregistrer des interceptions en play-offs depuis Calvin Jackson (en) en 2000.
Le 17 avril 2017, Thomas signe son contrat d'agent libre restreint avec les Dolphins. En 2017, Thomas joue treize matchs deux comme titulaire avant de se blesser au genou lors de la 13e semaine. Il est placé en réserve le 29 décembre 2017.

### Giants de New York
Le 26 mars 2018, Thomas signe un contrat de deux ans avec les Giants de New York. Il joue les seize matchs de saison régulière des Giants, dont six comme titulaire. Lors de la 14e semaine, contre les Redskins de Washington, il intercepte une passe du quarterback Josh Johnson (en), destinée à Josh Doctson (en), et la retourne sur 26 yards. La semaine suivante, lors d'une défaite 17-0 contre les Titans du Tennessee, il effectue sonr premier, et seul, sack de la saison sur Marcus Mariota.
Il termine la saison 2018 avec 59 tackles, un sack et deux interceptions et six passes défendues. Il est nommé au Pro Bowl 2019 en tant que remplaçant de Cory Littleton (en) qui participe au Super Bowl LIII.
Lors de la saison 2019, Thomas apparaît également dans les seize matchs des Giants, dont deux comme titulaire. Lors du dernier match de la saison, contre les rivaux de division, les Eagles de Philadelphie, il bat son record en carrière en réalisant douze tackles, dont onze en solo. Il finit l'année avec 47 tackles, dont 33 en solo et trois passes défendues.

### Statistiques NFL
| Année                    | Équipe                   | MJ                       |       | Plaquages | Plaquages | Plaquages | Plaquages |       | Interceptions | Interceptions | Interceptions | Interceptions |  | Fumbles | Fumbles |
| Année                    | Équipe                   | MJ                       | Total | Seul      | Ast.      | Sacks     | Nb.       | Yards | Déf.          | TD            | Nb.           | Rec.          |  |         |         |
| 2013                     | Dolphins de Miami        | 16                       | 3     | 3         | 0         | 0,0       | 1         | 0     | 2             | 0             | 0             | 0             |  |         |         |
| 2014                     | Dolphins de Miami        | 16                       | 18    | 15        | 3         | 0,0       | 0         | 0     | 0             | 0             | 0             | 0             |  |         |         |
| 2015                     | Dolphins de Miami        | 16                       | 85    | 66        | 19        | 0,0       | 0         | 0     | 2             | 0             | 0             | 0             |  |         |         |
| 2016                     | Dolphins de Miami        | 16                       | 58    | 43        | 15        | 1,0       | 0         | 0     | 1             | 0             | 2             | 1             |  |         |         |
| 2017                     | Dolphins de Miami        | 16                       | 27    | 16        | 11        | 0,0       | 24        | 12    | 2             | 0             | 0             | 0             |  |         |         |
| 2018                     | Giants de New York       | 16                       | 59    | 41        | 18        | 1,0       | 2         | 26    | 6             | 0             | 1             | 0             |  |         |         |
| 2019                     | Giants de New York       | 16                       | 47    | 33        | 14        | 0,0       | 0         | 0     | 3             | 0             | 0             | 0             |  |         |         |
| Totaux chez les Dolphins | Totaux chez les Dolphins | Totaux chez les Dolphins | 191   | 143       | 48        | 1,0       | 1         | 0     | 6             | 0             | 2             | 1             |  |         |         |
| Totaux chez les Giants   | Totaux chez les Giants   | Totaux chez les Giants   | 106   | 74        | 32        | 1,0       | 2         | 26    | 9             | 0             | 1             | 0             |  |         |         |
| Totaux en NFL            | Totaux en NFL            | Totaux en NFL            | 297   | 217       | 80        | 2,0       | 3         | 26    | 15            | 0             | 3             | 1             |  |         |         |

## Vie privée
En 2016, Thomas a obtenu une maîtrise en administration des affaires de l'école de commerce de l'université de Miami.
Depuis 2017, Thomas fait partie du comité exécutif de la National Football League Players Association en compagnie de joueurs comme Adam Vinatieri, Benjamin Watson, Lorenzo Alexander, Mark Herzlich, Richard Sherman, Sam Acho, Thomas Morstead, Russell Okung et Zak DeOssie.